# Anne Kathrine Danielsen
Anne Kathrine Danielsen (født 28. maj 1988 i Viborg) er en dansk tidligere håndboldspiller, der spillede for Randers HK, Skive fH og Oddense/Otting U&GF.